# Hans Goldschmidt (Chemiker)

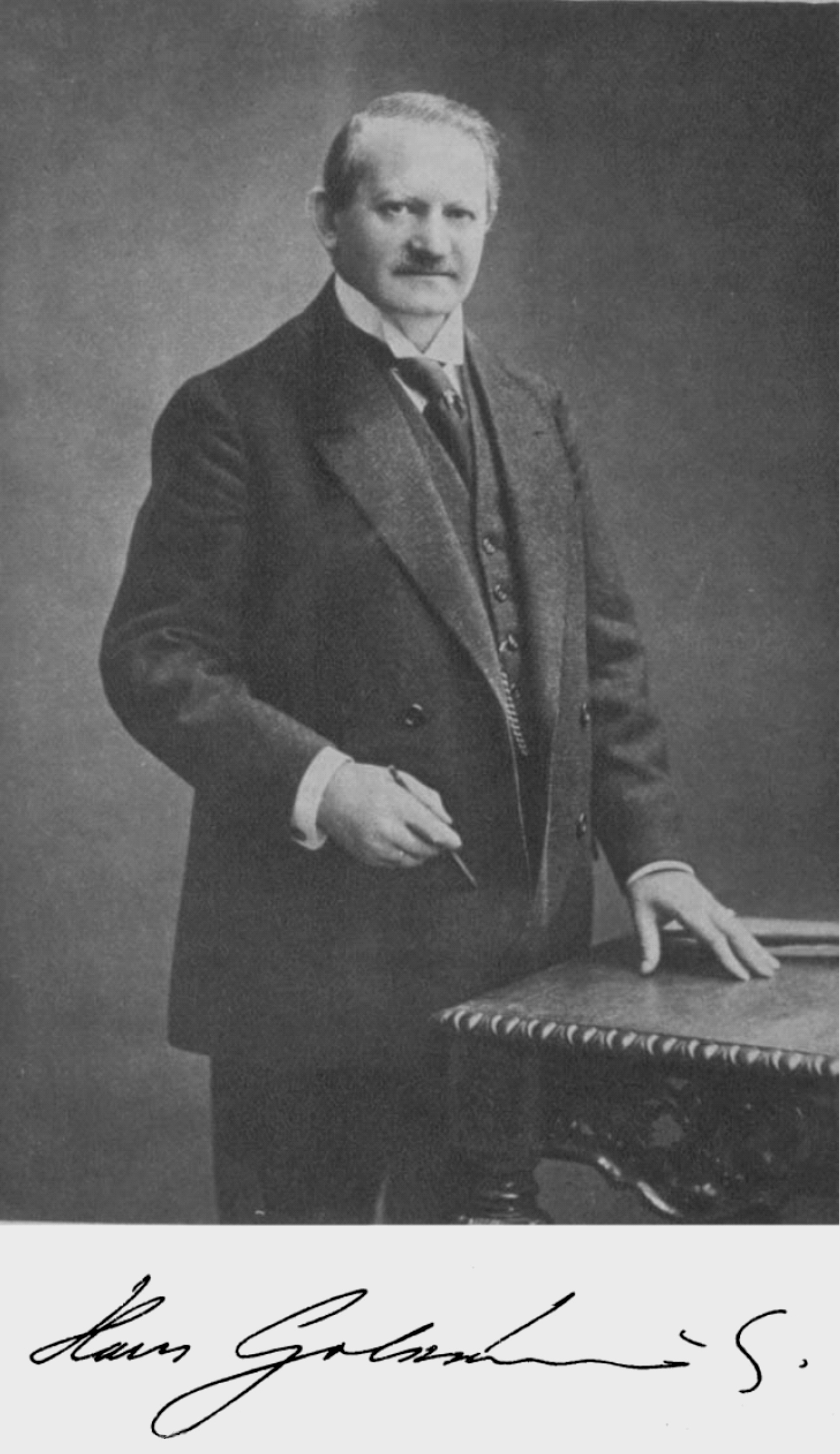
Hans Goldschmidt (um 1916)

Johannes Wilhelm Goldschmidt (* 18. Januar 1861 in Berlin; † 20. Mai 1923 in Baden-Baden) war ein deutscher Chemiker und der Erfinder des Thermitverfahrens.

## Leben
Hans Goldschmidt war der zweite Sohn von Theodor Goldschmidt und Johanna Sophie Luise Goldschmidt geb. Koner. Er besuchte das Gymnasium in Altenburg und studierte Chemie, ab 1882 zunächst in Berlin und danach, wie zuvor sein älterer Bruder Karl Goldschmidt, bei Robert Wilhelm Bunsen an der Ruprecht-Karls-Universität Heidelberg, wo er 1886 promovierte.
Nach seiner Promotion trat er in die Leitung des väterlichen Unternehmens Chemische Fabrik Th. Goldschmidt ein. Das von ihm 1894 entwickelte Thermitverfahren, das die einfache Herstellung kohlenstofffreier Metalle, wie Eisen, Chrom und Mangan ermöglichte, gilt bis heute weltweit als qualitativ unübertroffenes Standardverfahren für die Verschweißung von Eisen- und Straßenbahnschienen. Im Jahr 1916 wechselte er vom Vorstand in den Aufsichtsrat, den er Ende 1917 verließ und damit aus der Unternehmensleitung ausschied. Er betrieb als Gutsbesitzer von 1918 bis zu seinem Tod in Paulinenaue in Brandenburg eine Forschungswerkstatt mit Schweißerei und Tischlerei.
Hans Goldschmidt war einer der Präsidenten der Deutschen Chemischen Gesellschaft und Vorsitzender der Deutschen Bunsen-Gesellschaft für Physikalische Chemie.
Goldschmidt war ein Mäzen des Essener Kunstmuseums, dem er 1917, beim Fortzug aus Essen, seine Villa an der Bismarckstraße 98 schenkte. Dort präsentierte das Essener Kunstmuseum fortan seine Sammlung, ab 1922 war in seiner Villa und in der Villa seines Bruders nebenan das Museum Folkwang untergebracht.

## Tod und Grabstätte

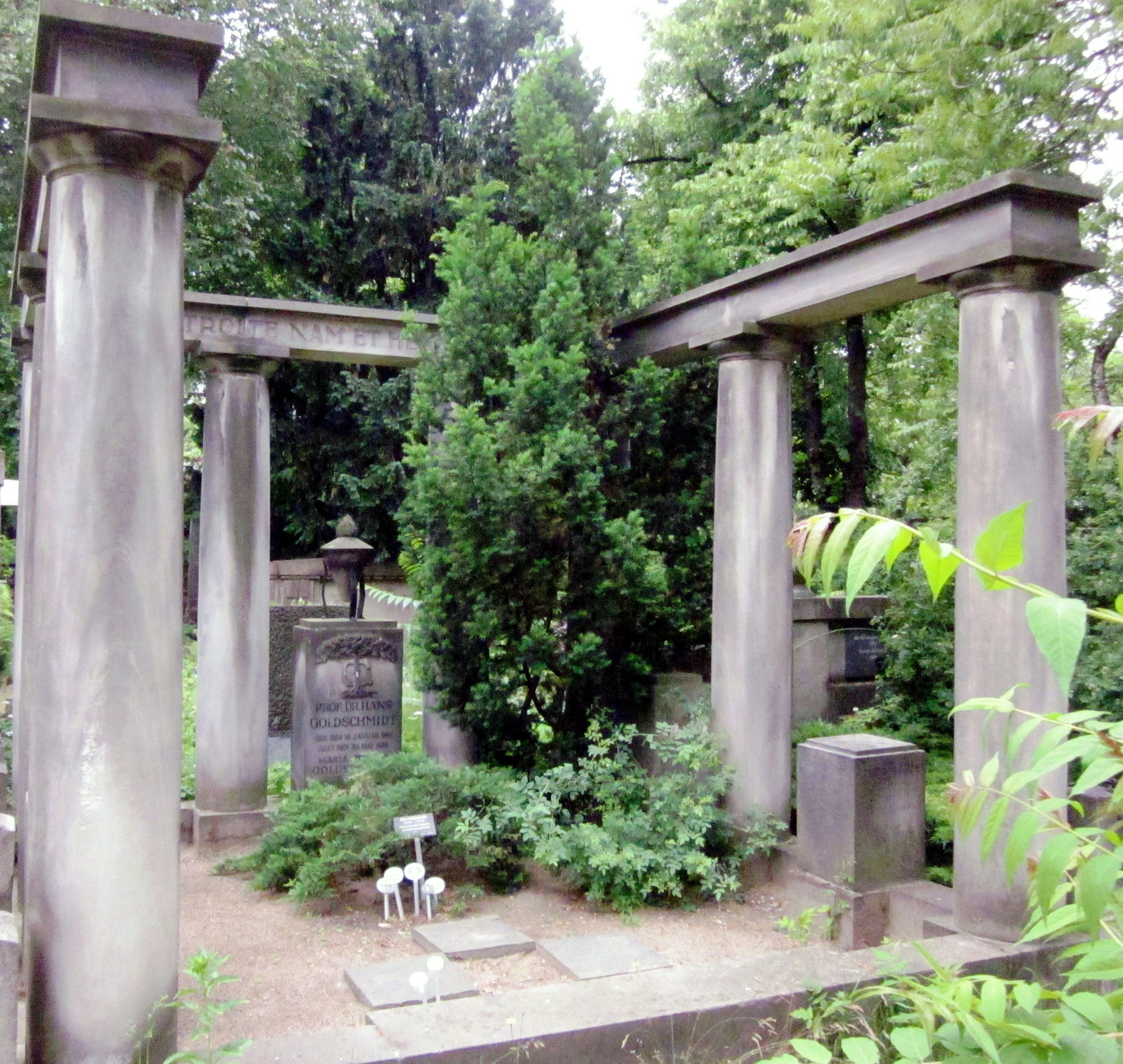
Grab von Hans Goldschmidt auf dem Friedhof I der Jerusalems- und Neuen Kirchengemeinde in Berlin-Kreuzberg

Hans Goldschmidt starb am 20. Mai 1923 während einer Kur in Baden-Baden im Alter von 62 Jahren. Die Beisetzung erfolgte am 26. Mai 1923 auf seinem Gut in Paulinenaue. Die Grabrede hielt Otto Hahn.
Bereits kurze Zeit später wurde Goldschmidt auf den evangelischen Friedhof I der Jerusalems- und Neuen Kirchengemeinde in Berlin-Kreuzberg umgebettet, wo ein auffälliges Grabmonument für ihn errichtet worden war. Das erhaltene, antikisierende Grabmal in der Abteilung 3/1 hat das Erscheinungsbild einer offenen Halle, die von drei Seiten durch Säulenreihen begrenzt wird. Als Grabstein dient eine unscheinbare Stele, die von einem Gefäß mit Flamme bekrönt wird.

## Auszeichnungen
Die preußische Regierung ernannte Goldschmidt zum Titular-Professor. Die Technische Universität Dresden verlieh ihm die Ehrendoktorwürde.